# Кузьминское (Тутаевский район)
Кузьминское — деревня в Тутаевском районе Ярославской области России. В рамках организации местного самоуправления входит в Левобережное сельское поселение, в рамках административно-территориального устройства — в Родионовский сельский округ.

## География
Расположена на берегу Волги в 14 километрах к юго-востоку от райцентра города Тутаева.

## История
Каменный храм с ярусной колокольней в селе был построен в 1810 году на средства прихожан. Престолов было два: во имя Воскресения Господня; во имя мучеников бессребреников Космы и Дамиана, чудотворцев. 
В конце XIX — начале XX село входило в состав Богородской волости Романово-Борисоглебского уезда Ярославской губернии.
С 1929 года село входило в состав Родионовского сельсовета Тутаевского района, с 2005 года — в составе Левобережного сельского поселения.

## Население
| 1859 | 1914 | 2002 | 2007 | 2010 |
| ---- | ---- | ---- | ---- | ---- |
| 103  | ↗180 | ↘7   | ↗8   | ↘4   |

## Достопримечательности
В деревне расположены руинированные остатки Церкви Воскресения Христова (1810).